# آلبر گلز
آلبر گلز (فرانسوی: Albert Gleizes‎; ۸ دسامبر ۱۸۸۱ – ۲۳ ژوئن ۱۹۵۳) هنرمند، نظریه‌پرداز، فیلسوف، بنیانگذار سبک جدیدی از کوبیسم (بنا به نظر خودش) و نقاش اهل فرانسه، هنر آموخته دانشکده پاریس بود. او به اتفاق ژان متزینگر، اولین رساله عمده در سبک کوبیسم را بنام کوبیسم اثیری در سال ۱۹۱۲ به رشته تحریر درآوردند.
نقاشی مرد روی بالکن از آثار اوست.

## نگارخانه

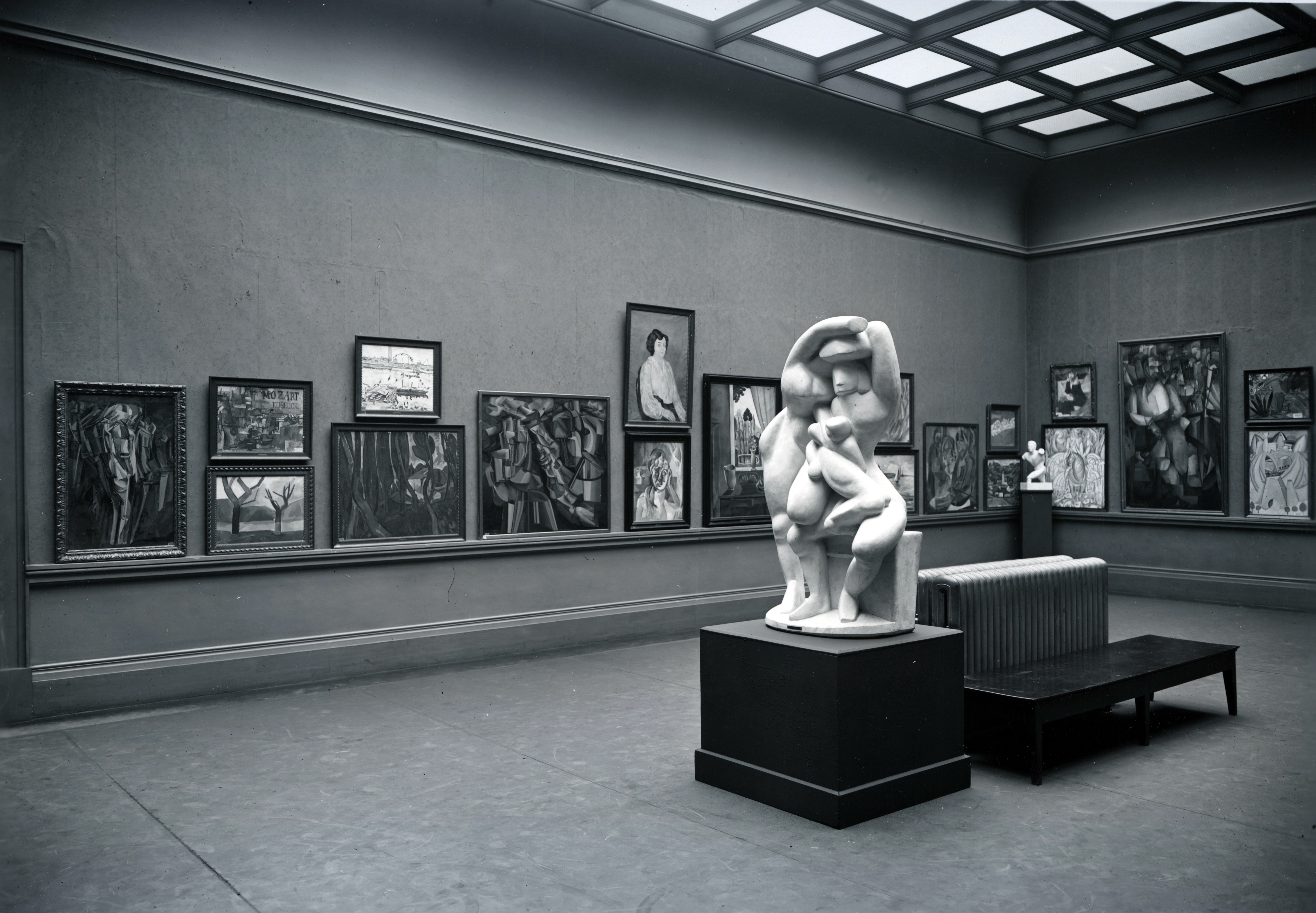